# Porteño
Porteño (žensko Porteña) je prebivalec mesta Buenos Aires. V španščini izraz porteño pomeni 'oseba pristaniškega mesta' in se včasih uporablja za označevanje prebivalcev tudi drugih pristaniških mest, kot je El Puerto de Santa María v Španiji; Mazatlán, Veracruz, Acapulco in Tampico, Mehika; Puerto Cabello, Venezuela; Puerto Kolumbija, Kolumbija; Puerto Suarez v Boliviji; Valparaíso, Čile; Puerto Cortés, Honduras; in Puntarenas v Kostariki.

## Zgodovina
Med valom evropske migracije v Argentino, ki je dosegel vrhunec v 1880-ih, je območje Río de la Plata postalo močno poseljeno z ljudmi evropskega porekla, predvsem Italijani, Španci in Nemci. Poimenovali so se Porteños, da bi se razlikovali od obstoječih rodov kreolcev (criollo - kolonialnih španskih), mesticev in avtohtonih prebivalcev.

## Danes

### Kultura
Porteños imajo edinstveno kulturo, drugačno od njihove prvotne evropske domovine. Konjeniški športi so pomemben del življenja Porteño.  Znano je, da so Porteño nekateri najboljši polo igralci sveta in so redili konje po rodovitnih traviščih pamp. Vsako leto novembra v okrožju Palermo v Buenos Airesu poteka Palermo Open, najprestižnejše svetovno prvenstvo v polu v svetu. 
Kulinarika Porteño, ki tudi izhaja iz geografskih značilnosti pamp, je v veliki meri sestavljena iz govedine. Na primer, nacionalna jed Argentine je asado.

### Demografija
Ker Porteño ni uradno evidentiran v nobenem popisu, se ocene glede njihovega prebivalstva in zemljepisa razlikujejo. Ocenjuje pa se, da se kot Porteño opredeli več kot 3 milijone Urugvajcev, ki predstavljajo več kot 90 % prebivalstva države. Porteños sicer ni večinska narodnost v Argentini, vendar so v vzhodni provinci Buenos Aires pomembni. Zunaj mesta Buenos Aires predstavljajo večino prebivalstva, v okrožjih Recoleta, Palermo in Belgrano pa obstaja pomembna diaspora Porteño.